# Katastrofa lotnicza sekretarza generalnego ONZ Daga Hammarskjölda
Katastrofa lotnicza sekretarza generalnego ONZ Daga Hammarskjölda – katastrofa lotnicza, do której doszło 18 września 1961 w Rodezji Północnej (od 1964 na terenie Zambii). Zginęło 16 osób (11 pasażerów i 5 członków załogi), wszystkie osoby, które znajdowały się na pokładzie. Wśród ofiar znalazł się m.in. sekretarz generalny Organizacji Narodów Zjednoczonych – Dag Hammarskjöld.

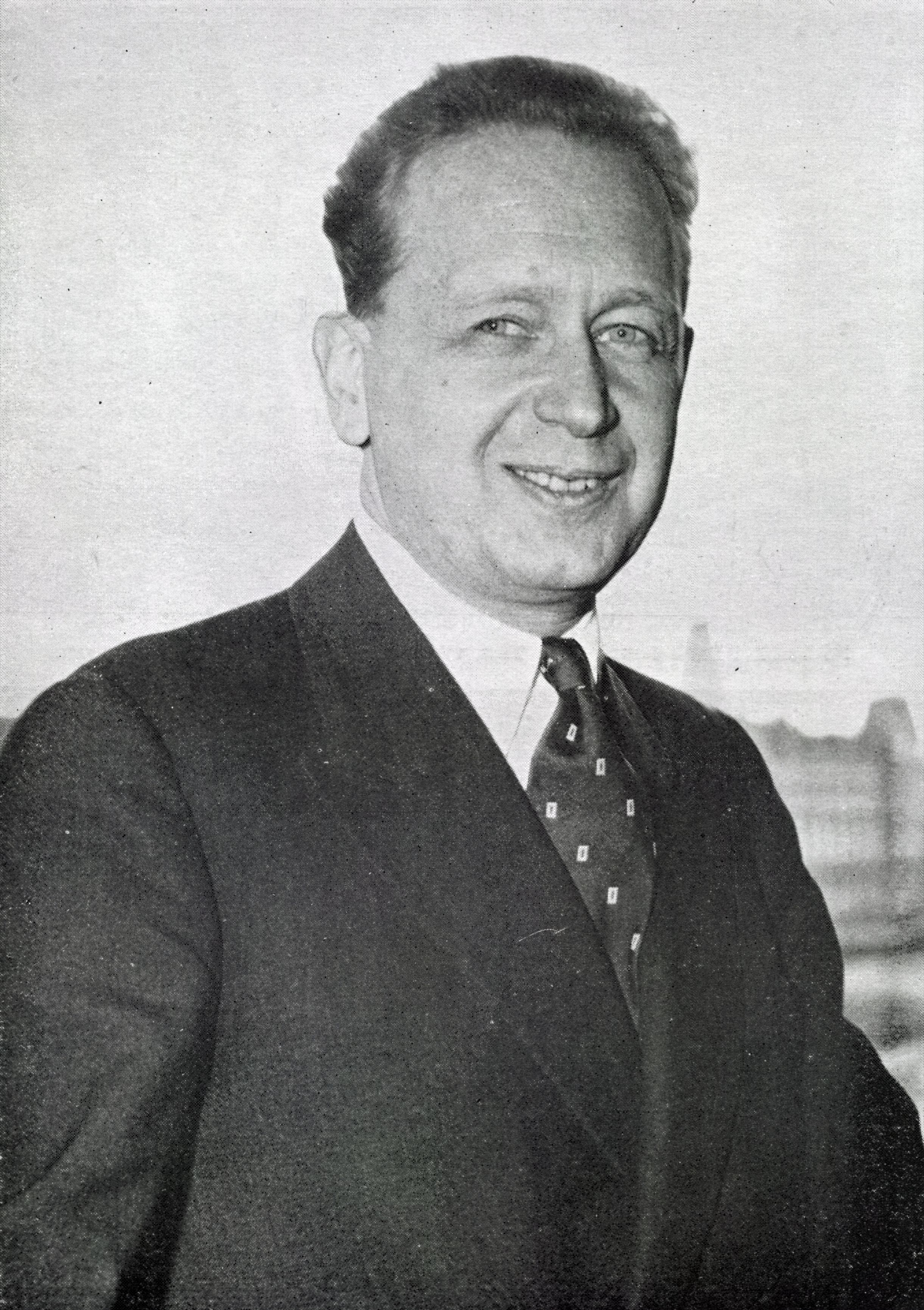
Sekretarz generalny Organizacji Narodów Zjednoczonych Dag Hammarskjöld

Hammarskjöld był w drodze na negocjacje o zawieszeniu broni podczas kryzysu kongijskiego. Śmierć Hammarskjölda wywołała kryzys w Organizacji Narodów Zjednoczonych, gdy Rada Bezpieczeństwa stanęła przed wyborem jego następcy.

## Wypadek
Specjalny raport wydany Organizację Narodów Zjednoczonych stwierdził, że zauważono jasny błysk na niebie, co spowodowało rozpoczęcie operacji poszukiwawczo-ratunkowych. Początkowe wskazówki, że katastrofa mogła nie być wypadkiem, doprowadziły do oficjalnych dochodzeń i spekulacji, że sekretarz generalny został zamordowany.

## Następstwa

### Lata 60. XX wieku
Po śmierci Hammarskjölda wszczęto trzy dochodzenia w sprawie okoliczności, które doprowadziły do katastrofy: przez Rodezyjską Komisję Śledczą pod dwództwem M.CB Barbera, Rodezyjską Komisję Śledczą pod przewodnictwem Johna Claydena i Komisję Śledczą ONZ. Dochodzenia nie zdołały ostatecznie ustalić przyczyny.
Rodezyjska Komisja Śledcza wysłała 180 ludzi, aby przeszukali obszar sześciu kilometrów kwadratowych ostatniego sektora trasy lotu samolotu, ale nie znaleziono żadnych dowodów na bombę, rakietę ziemia-powietrze lub porwanie. 
Oficjalny raport stwierdzał, że dwóch martwych szwedzkich ochroniarzy odniosło liczne rany postrzałowe. Jednak badanie lekarskie przeprowadzone przez pierwotną Rodezyjską Komisję Śledczą i odnotowane w oficjalnym raporcie ONZ wykazało, że rany były powierzchowne, a kule nie wykazywały oznak lufy gwintowej. Raport stwierdzał, że naboje eksplodowały w pożarze, a pilot leciał zbyt nisko i uderzył w drzewa, co spowodowało, że samolot upadł na ziemię.
Sierżant Harold Julien, który początkowo przeżył katastrofę wskazał, że przed katastrofą nastąpiła seria eksplozji. Zmarł pięć dni później. Oficjalne dochodzenie wykazało, że zeznania świadków, którzy rozmawiali z Julienem były niespójne.
Raport stwierdza, że wystąpiły trzy oddzielne opóźnienia, które naruszyły ustalone procedury poszukiwawczo-ratownicze. Wyniki lekarza sądowego były niejednoznaczne. Jeden raport mówił, że Hammarskjöld zginął w momencie uderzenia, ale inny stwierdzał, że mógł przeżyć, gdyby akcja ratunkowa nie została opóźniona. Raport stwierdzał również, że prawdopodobieństwo przeżycia katastrofy przez sierżanta Juliena byłoby „nieskończenie” większe, gdyby akcja ratunkowa została przeprowadzona szybciej.

### 2015
16 marca 2015 r. sekretarz generalny ONZ Ban Ki-moon mianował członków niezależnego panelu ekspertów w celu zbadania nowych informacji. Panelowi przewodził Mohamed Chande Othman (naczelny sędzia Tanzanii), a w jego skład wchodzili również Kerryn Macaulay (przedstawiciel Australii w ICAO) i Henrik Larsen (ekspert ds. balistyki z Duńskiej Policji Narodowej). Raport został przekazany sekretarzowi generalnemu 12 czerwca 2015 r. W 99-stronicowym raporcie przypisano „umiarkowaną” wartość dziewięciu nowym relacjom naocznych świadków i transkrypcjom transmisji radiowych. Relacje te sugerowały, że samolot Hammarskjölda płonął już podczas lądowania, a w pobliżu znajdowały się inne samoloty odrzutowe i agenci wywiadu.

### 2024
W nowym raporcie, wydanym w październiku 2024 r., podkreślono, że niektóre państwa członkowskie udostępniły nowe informacje śledczym ONZ. Jednak „konkretne i kluczowe” informacje dotyczące katastrofy i towarzyszących jej okoliczności są nadal ukrywane przez garstkę rządów.